# Afrogamasellus luberoensis
Afrogamasellus luberoensis är en spindeldjursart som beskrevs av Loots 1968. Afrogamasellus luberoensis ingår i släktet Afrogamasellus och familjen Rhodacaridae. Utöver nominatformen finns också underarten A. l. kalibuensis.